# 생비량초등학교 송계분교
생비량초등학교 송계분교는 경상남도 산청군 생비량면 비량로 389 (가계리)에 있었던 분교이다.

## 연혁
- 1947년 12월 1일 송계국민학교 설립인가
- 1986년 3월 15일 병설유치원 개원
- 1989년 3월 1일 화현분교장 통폐합
- 1996년 2월 22일 제44회 졸업(총 1594명)
- 1996년 3월 1일 송계초등학교로 개칭
- 1998년 9월 1일 생비량초등학교 송계분교장
- 1999년 3월 1일 본교로 통합